# ميامي (سمنان)
ميامي (بالفارسية: میامی) هي منطقة سكنية تقع في إيران في Central District. يقدر عدد سكانها بـ 4,057 نسمة .